# Mont Blanc du Tacul

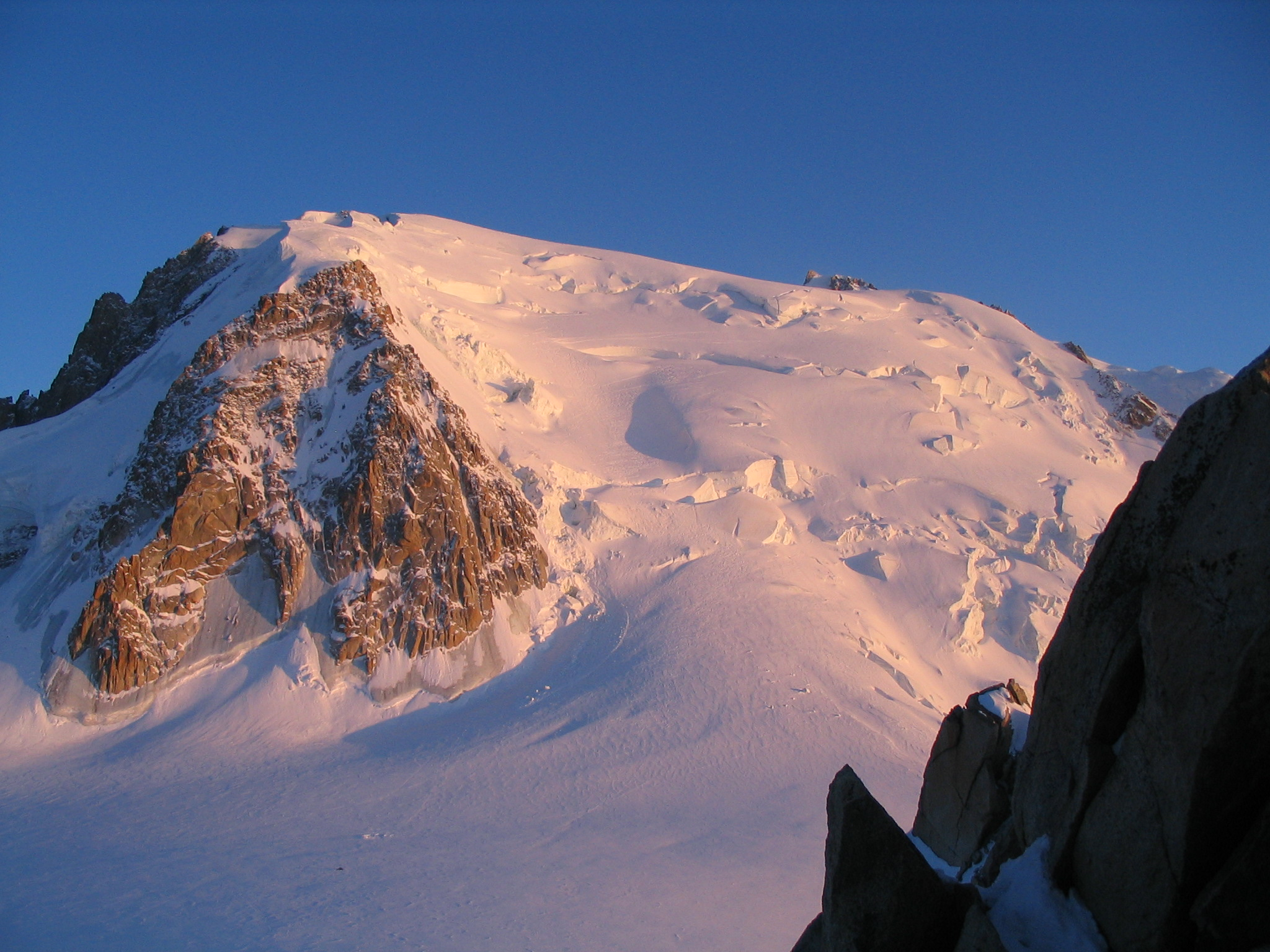
Cara norte de la montaña vista desde el refugio de los Cosmiques. A lo largo de esta vertiente se desarrolla la vía normal de ascenso a la montaña.

El Mont Blanc du Tacul (4.248 m) es una montaña en los Alpes, en el macizo del Mont Blanc, entre las cimas de la Aiguille du Midi y el Mont Maudit, en la región francesa de la Alta Saboya. Se encuentra sobre una importante vía de acceso a la cima del Mont Blanc.

## Primer ascenso

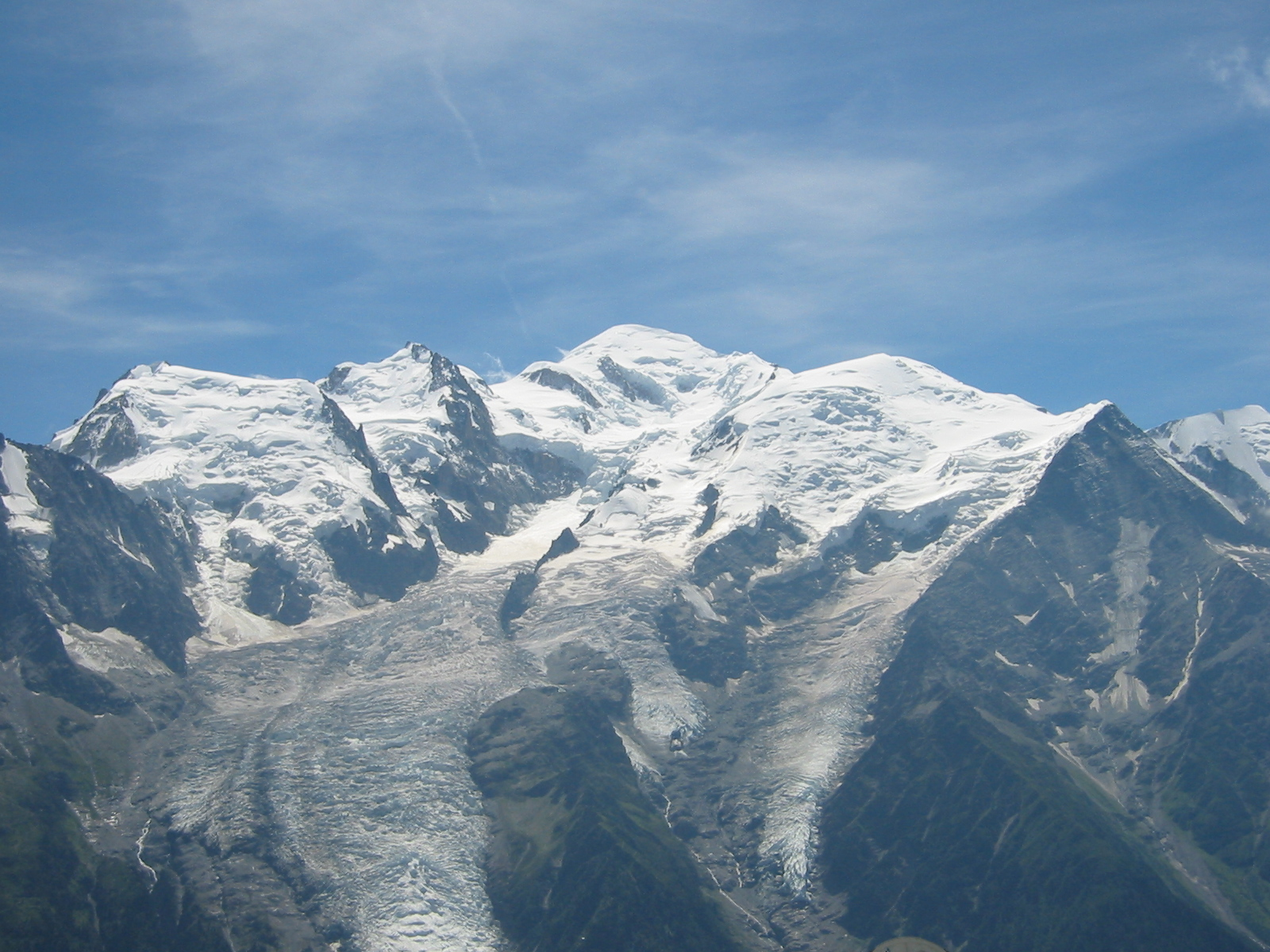
El Mont Blanc du Tacul (en el extremo de la izquierda), el Mont Maudit (a la izquierda) y el Mont Blanc (en el centro)

El primer ascenso oficial a la cima del Mont Blanc du Tacul fue efectuada por una expedición sin guía capitaneada por el alpinista inglés Charles Hudson con Edward John Stevenson, Christopher y James Grenville Smith, E. S. Kennedy, Charles Ainslie y G. C. Joad el 8 de agosto de 1855. Es todavía probable que los guías de Courmayeur hubiesen llegado ya a la cima en el año 1854 y en el 1855 para abrir una nueva vía italiana al Mont Blanc.

## Ascenso a la cima
Actualmente el ascenso a la cima se inicia generalmente desde el refugio des Cosmiques. Desde el refugio se asciende al Col du Midì (3532 m) y luego se sale a la vertiente norte de la montaña inclinado hasta los 45° y muy abrupto. Llegados a la Spalla del Tacul se sale a la misma hasta las rocas que delimitan la cima.

## Clasificación SOIUSA
Según la clasificación SOIUSA, el Mont Blanc du Tacul pertenece:
- Gran parte: Alpes occidentales
- Gran sector: Alpes del noroeste
- Sección: Alpes Grayos
- Subsección: Alpes del Mont Blanc
- Supergrupo: Macizo del Mont Blanc
- Grupo: Grupo del Mont Blanc
- Subgrupo: Grupo del Mont Blanc du Tacul
- Código: I/B-7.V-B.2.e